# Erytromycin

Erytromycin

Erytromycin är ett antibiotikum av makrolidtyp, alltså en av proteinsynteshämmarna. Vissa patienter är allergiska mot cellväggssynteshämmare – exempelvis penicillin – och då kan erytromycin ofta vara ett bra alternativ. Erytromycin verkar genom inbindning till en bakteries ribosomer, vilket undertrycker bakteriens förmåga till vidare proteinsyntes. Effekten av detta blir ett successivt sönderfall av bakterien, vilken slutligen dör och löses upp.

## Bakterier känsliga för erytromycin
- Staphylococcus aureus
- Koagulasnegativa stafylokocker
- Moraxella catarrhalis
- Bordetella pertussis
- Campylobacter
- Clostridium perfringens
- Mycoplasma pneumoniae
- Ureaplasma urealyticum
- Legionella pneumophila